# Adelheid von Tours
Adelheid von Tours (auch Adelais, Aelis; † nach 866) war eine Tochter des Grafen Hugo von Tours († 837) aus dem Haus der Etichonen und der Ava († 839). Durch ihre beiden Ehen steht sie an zentraler Stelle in den Genealogien sowohl der Welfen, der Konradiner als auch der Robertiner bzw. Kapetinger.
Ihre Schwester Irmingard heiratete im Oktober 821 den Kaiser Lothar I., wodurch ihre Familie in das Zentrum des karolingischen Hofes rückte.
Sie selbst schloss ihre erste Ehe mit dem Welfen Konrad I., dessen Schwestern wiederum die Kaiserin Judith (die zweite Ehefrau Ludwigs des Frommen) und die Königin Hemma (die Ehefrau Ludwigs des Deutschen) waren. Wann die Heirat stattfand, ist nicht bekannt.
Konrad und Adelheid hatten mindestens drei Söhne:
- Konrad II., Graf von Auxerre, 866 Markgraf von Transjuranien – Stammvater der Könige von Burgund
- Hugo Abbas, † 886, 865 Graf von Auxerre, 866 Markgraf von Neustrien, Graf von Tours und Angers
- Rudolf, † vor 864, Abt von Saint-Riquier, 849 Abt von Jumièges

sowie vermutlich auch
- Welf II. (der aber auch ein Sohn von Konrads Bruder Rudolf sein könnte), 842/850 Graf im Linzgau, 852–858 Graf im Alpgau, der wahrscheinliche Stammvater der schwäbischen Welfen.

Darüber hinaus hatte sie eine Tochter unbekannten Namens, die den exilierten ostfränkischen Grafen Udo heiratete und die Großmutter des späteren Königs Konrad I. wurde.
Nach Konrads Tod († nach 862) heiratete sie Anfang 864 in zweiter Ehe Robert den Tapferen, Graf im Wormsgau, Graf von Tours und Graf von Paris. Die Ehe endete nach gut zwei Jahren durch den Tod Roberts in der Schlacht von Brissarthe. Aus dieser Ehe hatte sie zwei Söhne:
- Odo, † 898, 888 König von Frankreich[2]
- Robert I., † 923, 922 König von Frankreich

Nach dem Tod ihres zweiten Ehemanns bzw. der Geburt ihres Sohnes Robert im gleichen Jahr findet Adelheid keine Erwähnung mehr.